# Marianna Gajdán
Marianna Gajdán (Kalocsa, 2 maggio 1958) è un'ex cestista ungherese.

## Carriera
Con l'Ungheria ha disputato i Campionati europei del 1978.